# Beatriz của Tây Ban Nha
Beatriz của Tây Ban Nha hay Beatriz de Borbón y Battenberg (tiếng Tây Ban Nha: Beatriz de España; tiếng Anh: Beatrice of Spain; tiếng Scotland: Beatrice o Spain; tiếng Ý: Beatrice di Borbone-Spagna; tiếng Đức: Beatrice Isabella von Spanien; tên đầy đủ: Beatriz Isabel Federica Alfonsa Eugénie Cristina Maria Teresia Bienvenida Ladislàa de Borbón y Battenberg; 22 tháng 6 năm 1909 – 22 tháng 11 năm 2002) là con gái của Alfonso XIII của Tây Ban Nha và Victoria Eugenie của Battenberg và là Thân vương phi xứ Civitella-Cesi với tư cách là vợ của Alessandro Torlonia, Thân vương thứ 5 xứ Civitella-Cesi. Beatriz là cô của Juan Carlos I của Tây Ban Nha.

## Thời thơ ấu
Beatriz sinh ngày 22 tháng 6 năm 1909 tại Cung điện Vương thất La Granja, San Ildefonso gần Segovia, Tây Ban Nha, là người con thứ ba của Alfonso XIII của Tây Ban Nha và Victoria Eugenie của Battenberg. Vương nữ được đặt tên là Beatriz theo tên của bà ngoại là Beatrice của Liên hiệp Anh, con gái út của Victoria I của Liên hiệp Anh; Isabel theo tên của bà bác cố bên nội là Isabel của Tây Ban Nha; Federica theo tên của Friederike của Hannover, người sở hữu ngôi nhà mà cha mẹ Vương nữ đã đính hôn; Alfonsa theo tên của cha và Eugenia theo tên củaHoàng hậu Eugenia của Pháp, mẹ đỡ đầu của mẹ Vương nữ, Cristina và Maria dành cho Maria Christina Heniriette của Áo, bà nội của Beatriz, Teresa theo tên của Maria Theresia của Áo và Ladislaa theo tên của Ladislaus I của Áo.
Vương nữ Beatriz được giáo dục bởi các bảo mẫu người Anh trong Cung điện phía Đông. Beatriz được dạy về tiếng Anh và tiếng Pháp cùng với tiếng Tây Ban Nha. Beatriz cùng các anh chị em nói tiếng Anh với mẹ và tiếng Tây Ban Nha với bố. Giống với em gái María Cristina kém hai tuổi, Beatriz cũng mong muốn được học ở các trường tư thục giống như những cô con gái của giới quý tộc thường lui tới cung điện với để chơi với Vương nữ, nhưng theo truyền thống Tây Ban Nha, hai chị em phải được giáo dục bởi các phó mẫu và gia sư riêng. Họ học về ngôn ngữ, lịch sử, tôn giáo, piano và khiêu vũ. Alfonso XIII và Victoria Eugenie rất coi trọng việc tập thể dục ngoài trời và Beatriz cũng trở nên hứng thú với thể thao. Vương nữ bơi rất giỏi, có thể chơi quần vợt, chơi golf và thích cưỡi ngựa. Khi ở Madrid, Beatriz thường chơi đùa trong vườn của cung điện và thực hiện các chuyến du ngoạn trên lưng ngựa. Vào mùa hè, khi gia đình chuyển đến Cung điện Magdalena, gần Santander, Beatriz và María Cristina luyện tập các môn thể thao dưới nước. Hai chị em cũng thực hiện vài chuyến thăm Anh để ở với bà ngoại tại Cung điện Kensington.

## Thiếu thời
Cuối thập niên 1920s, Infanta Beatriz và em gái Infanta María Cristina đã chủ trì một số sự kiện chính thức đồng thời đứng đầu các tổ chức và tài trợ cho các sự kiện khác nhau. Hai chị em còn dành sự quan tâm đến vấn đề bảo vệ động vật. Beatriz và em gái dành thời gian tham gia các lớp điều dưỡng và hỗ trợ Hội Chữ Thập Đỏ ở Madrid hai lần một tuần từ 9 giờ sáng đến 1 giờ chiều và từ 3 đến 7 giờ tối. Beatriz còn là là chủ tịch Hội chữ thập đỏ ở San Sebastián và làm việc tại đó trong kỳ nghỉ hè của vương thất. Hai vị vương nữ luôn ăn mặc sang trọng, có vẻ ngoài trái ngược nhau: một người có mái tóc vàng và người kia có tóc màu sẫm. Beatriz có ngoại hình tương đồng với những người họ hàng Tây Ban Nha với mái tóc nâu, dáng người cao và gầy giống cha. Beatriz chính thức ra mắt vào năm 1927 bằng một buổi vũ hội tại cung điện vương thất. Trong số bạn bè của Beatriz có Công tước xứ Alba, Fernán Núñez và Aveyro. Ám ảnh về bệnh máu khó đông đã tác động lớn đến cuộc đời Beatriz: Anh cả Alfonso và em út Gonzalo của đều mắc bệnh. Người anh thứ hai Jaime bị điếc và chỉ có người em trai Juan là hoàn toàn khỏe mạnh.
Năm 1929, Beatriz tròn hai mươi tuổi. Vương nữ đem lòng yêu Miguel Primo de Rivera y Sáenz de Heredia, con trai út của Miguel Primo de Rivera, người từng giữ chức Thủ tướng Tây Ban Nha từ năm 1923 đến tháng 1 năm 1930 với quyền lực độc tài. Beatriz và Miguel Primo de Rivera y Sáenz de Heredia được nhìn thấy cưỡi ngựa cùng nhau, nhưng hôn nhân giữa hai người là điều không thể xảy ra. Khi ngài Thủ tướng phát hiện ra mối qua hệ giữa hai nguòi, ông đã đưa con trai ra nước ngoài. Vì Beatriz và em gái  có thể mang gene bệnh máu khó đông giống mẹ, Alfonso XIII đành miễn cưỡng tuân theo truyền thống tìm chồng có xuất thân là những vị vương tử Công giáo cho hai chị em. Những người bạn của hai chị em là ba người em họ Álvaro, Alfonso và Ataúlfo của Orleans, ba con trai của Vương tằng tôn Alfonso của Orléans. Có những mong đợi rằng Beatriz sẽ kết hôn với Alfonso và María Cristina sẽ kết hôn với Álvaro, thế nhưng nhưng tình hình chính trị hỗn loạn ở Tây Ban Nha đã khiến cuộc sống của ai chị em bị chệch hướng.

## Lưu vong
Sự ủng hộ mà Alfonso XIII dành cho chế độ độc tài vốn không được lòng dân của Primo de Rivera đã làm mất uy tín của quốc vương. Các cuộc bầu cử thành phố được tổ chức vào ngày 12 tháng 4 năm 1931 không có lợi cho chế độ quân chủ. Hai ngày sau đó, Đệ Nhị Cộng hòa Tây Ban Nha được thiết lập. Thiếu sự hậu thuẫn về mặt quân sự, Alfonso XIII cảm thấy buộc phải rời khỏi đất nước ngay trong ngày, nhưng không thoái vị với hy vọng được trở lại ngai vàng Tây Ban Nha. Beatriz các anh chị em và Vương hậu Victoria Eugenie, ngoại trừ Vương tử Juan đang công tác trong hải quân Tây Ban Nha, đã bị bỏ lại ở Madrid. Theo lời khuyên của những người ủng hộ, Vương hậu và 5 người con rời Cung điện Vương hậu bằng ô tô đến El Escorial, rồi từ đó họ bắt tàu đến Pháp.
Vương thất ban đầu sống lưu vong tại Khách sạn Meurice ở Paris, sau đó nhanh chóng chuyển đến khách sạn Savoie ở Fontainebleau. Cùng với mẹ, Beatriz và María Cristina đến thăm Paris hai lần một tuần bằng ô tô hoặc cùng với một thị nữ bằng tàu hỏa. Khi ở Paris, họ dành thời gian cưỡi ngựa ở trường dạy hoặc chơi quần vợt với bạn bè. Cuộc hôn nhân của cha mẹ hai chị em vốn không hạnh phúc và ngay cả ở Tây Ban Nha, Quốc vương và Vương hậu cũng sống tách biệt. Sau khi lâm vào cảnh sống lưu vong thì hai vợ chồng đã sống ly thân hoàn toàn. Victoria Eugenie chuyển đến Luân Đôn, sau đó đến Lausanne, Thụy Sĩ và hai chị em sống với mẹ trong một thời gian. Năm 1933, Alfonso XIII chuyển đến Rapallo và vì cuộc sống quá tách biệt ở Lausanne, Beatriz cùng em gái cùng cha chuyển đến Ý. Trước sự nài nỉ của hai con gái, Alfonso XIII chuyển đến Roma và thuê một căn nhà cho hai chị em ở Beatriz và María Cristina trở thành bạn của các thành viên Vương thất Ý và nhanh chóng thích nghi với cuộc sống ở Roma.
Năm 1934, một bi kịch ập đến với cả gia đình. Beatriz, bấy giờ đang trải qua kỳ nghỉ hè ở Pörtschach am Wörthersee ở Áo, lái một chiếc ô tô và ngồi cạnh là em trai Gonzalo. Vì cố gắng tránh một người đi xe đạp băng qua đường của hai người, Vương nữ đã đâm xe vào tường. Vụ tai nạn ban đầu có vẻ không nghiêm trọng, nhưng Gonzalo vì mắc bệnh máu khó đông nên bị xuất huyết trong và qua đời vào rạng sáng ngày hôm sau là ngày 13 tháng 8 năm 1934.

## Hôn nhân và hậu duệ
Vào thời điểm em trai qua đời, Beatriz đang mong chờ đến ngày cưới của mình. Khi đến thăm Ostia, Vương nữ được giới thiệu với một quý tộc người Ý là Alessandro Torlonia, Thân vương thứ 5 xứ Civitella-Cesi. Alessandro Torlonia được thừa kế khối tài sản lớn từ cha mình vào năm 1933, là con trai của Marino, Thân vương thứ 4 xứ Civitella-Cesi và Mary Elsie Moore, một nữ thừa kế người Mỹ. Gia đình của Alessandro có được khối tài sản lớn vào thế kỷ 18 và 19 nhờ việc quản lý tài chính của Vatican  và được nhận tước hiệu Thân vương xứ Civitella-Cesi vào năm 1803 từ Giáo hoàng Piô VII. Mặc dù Alessandro là một thân vương nhưng vì không thuộc về một gia tộc đang hoặc từng trị vì, vì vậy cuộc hôn nhân giữa Beatriz và Alessandro bị xem là bất đăng đối và Beatriz phải từ bỏ quyền kế vị ngai vàng. Alfonso XIII, nhận ra rằng mối nguy về căn bệnh máu khó đông và tình cảnh sống lưu vong của gia đình sẽ khiến các con gái của ông khó tìm được người chồng có dòng dõi vương giả nên đã đồng ý cho mối hôn sự này.
Đám cưới diễn ra vào ngày 14 tháng 1 năm 1935 tại Nhà thờ Gesù. Tại đám cưới, Beatriz mặc một chiếc đầm cưới có phần đuôi váy dài 20 foot, đội một coronet hình hoa cam để cố định mạng che mặt. Hôn lễ ghi nhận sự có mặt của Quốc vương Alfonso XIII, Quốc vương và Vương hậu Ý và khoảng 52 vị vương tử mang dòng máu vương giả. Hàng nghìn người Tây Ban Nha đã đến từ Tây Ban Nha để ủng hộ vương thất lưu vong đã khiến sự kiện mang tính chính trị. Tuy nhiên, Vương hậu Victoria Eugenie và người anh cả Alfonso Pío, Bá tước xứ Covadonga, những người có quan hệ không tốt với Nhà vua, đều không tham dự lễ cưới. Sau buổi lễ, cặp đôi trẻ được Đức Giáo Hoàng Piô XI tiếp đón.
Vương nữ Beatriz của Tây Ban Nha và Alessandro Torlonia có bốn người con, 11 cháu và 19 chắt:
- Sandra Torlonia (14 tháng 2 năm 1936 – 31 tháng 12 năm 2014),[28] kết hôn với Bá tước Clemente Lequio di Assaba vào ngày 20 tháng 6 năm 1958 và có hai đứa con:
  - Alessandro Lequio di Assaba (17 tháng 6 năm 1960), kết hôn với Antonia Dell'Atte vào ngày 12 tháng 10 năm 1987 và ly hôn vào năm 1991. Họ có một con trai. Alessandro tái hôn với María Palacios Milla vào ngày 15 tháng 11 năm 2008 và có một con gái. Alessandro cũng có một đứa con trai ngoại hôn với Ana García Obregón.
    - Clemente Lequio di Assaba (2 tháng 4 năm 1988)
    - Alejandro Lequio di Assaba (23 tháng 6 năm 1992 - 13 tháng 5 năm 2020)
    - Ginevra Lequio di Assaba (17 tháng 8 năm 2016)

  - Desideria Lequio di Assaba (19 tháng 9 năm 1962), kết hôn với Bá tước Oddone Tournon vào ngày 11 tháng 9 năm 1986 và có hai con trai:
    - Bá tước Giovanni Tournon (3 tháng 9 năm 1991)
    - Bá tước Giorgio Tournon (17 tháng 2 năm 1994)
- Marco Torlonia, Thân vương thứ 6 xứ Civitella-Cesi (2 tháng 7 năm 1937 – 5 tháng 12 năm 2014), kết hôn với Orsetta Caracciolo dei principi di Castagneto vào ngày 16 tháng 9 năm 1960. Hai người có một con trai và hai cháu. Marco tái hôn với Philippa McDonald vào ngày 9 tháng 11 năm 1968 và ly hôn vào năm 1975. Họ có một con gái và ba cháu. Marco sau đó tái hôn lần nữa với Blažena Svitáková vào ngày 11 tháng 11 năm 1985 và có một con gái và hai cháu trai.
- Marino Torlonia (sinh ngày 13 tháng 12 năm 1939 - 28 tháng 12 năm 1995) qua đời khi chưa lập gia đình và không có con.
- Olimpia Torlonia (sinh ngày 27 tháng 12 năm 1943), kết hôn với Paul-Annick Weiller vào ngày 16 tháng 6 năm 1965 và có sáu người con:
  - Beatrice Aliki Victoria Weiller (23 tháng 3 năm 1967), kết hôn với Đại sứ Brasil là André Aranha Corrêa do Lago[29][30] (em trai của Pedro Corrêa do Lago) vào ngày 23 tháng 6 năm 1990. Hai vợ chồng có bốn người con:
    - Paul-Annik Weiller Corrêa do Lago (24 tháng 1 năm 1996)
    - Helena Weiller Corrêa do Lago (8 tháng 6 năm 1997)
    - Antonio Weiller Corrêa do Lago (29 tháng 5 năm 1999)
    - Victoria Weiller Corrêa do Lago (27 tháng 12 năm 2000)

  - Sibilla Sandra Weiller (12 tháng 6 năm 1968), kết hôn với Guillaume Marie của Luxembourg vào ngày 8 tháng 9 năm 1994 và có bốn người con:
    - Đại Công tôn Paul-Louis xứ Nassau (4 tháng 3 năm 1998)
    - Đại Công tôn Léopold xứ Nassau (2 tháng 5 năm 2000)
    - Đại Công tôn nữ Charlotte xứ Nassau (2 tháng 5 năm 2000)
    - Đại Công tôn Jean xứ Nassau (13 tháng 7 năm 2004)

  - Paul Alexandre Weiller (12 tháng 2 năm 1971 – 10 tháng 4 năm 1975), qua đời khi mới 4 tuổi.
  - Laura Daphne Lavinia Weiller (23 tháng 1 năm 1974 - 5 tháng 3 năm 1980), qua đời khi mới 6 tuổi.
  - Cosima Marie Elizabeth Edmee Weiller (18 tháng 1 năm 1984).
  - Domitilla Louise Marie Weiller (14 tháng 6 năm 1985).

## Cuộc sống sau này
Infanta Beatriz sống cùng chồng tại Palazzo Torlonia, một ngôi nhà phố thời kỳ Phục hưng đầu thế kỷ 16 trên Via della Conciliazione ở Roma. Khi Quốc vương Alfonso XIII qua đời năm 1941 và tình hình ở Ý trở nên xấu đi trong Chiến tranh thế giới thứ hai, Vương nữ Beatriz Isabel và gia đình cùng các anh chị em của Vương nữ đến Lausanne và trải qua phần còn lại của cuộc chiến gần bên mẹ của là Vương hậu Victoria Eugenie. Sau chiến tranh, Beatriz trở về Ý và sống tại đây cho đến cuối đời.
Năm 1950, khi đang ở cùng em trai Juan ở Estoril, Bồ Đào Nha, Beatriz được Francisco Franco cho phép đến thăm Tây Ban Nha. Ngày 25 thàng 8 năm 1950, Beatriz trở lại Tây Ban Nha lần đầu tiên kể từ khi rời đi gần hai mươi năm trước đó. Vương nữ đến Tây Ban Nha đến cùng chồng và con gái Sandra từ Lisboa và ở tại khách sạn Ritz thuộc Madrid để thăm Cung điện la Granja, nơi Vương nữ được sinh ra, và Nhà thờ-Thánh đường Đức Mẹ Cột Trụ ở Zaragoza. Infanta Beatriz được tiếp đón với sự ủng hộ chế độ quân chủ mạnh mẽ đến nỗi chỉ sau một tuần, trong chuyến thăm dài hơn ban đầu, chính phủ chỉ cho Vương nữ 24 giờ để rời khỏi đất nước.
Mặc dù gia đình đã cố gắng dàn xếp một cuộc hôn nhân cho con gái của Beatriz là Sandra với Baudouin của Bỉ, nhưng Sandra lại kết hôn với Clemente Lequio, một quan phu có một con trai vào năm 1958. Clemente Lequio sau đó được phong tước hiệu "Bá tước Lequio di Assaba" vào năm 1963 bởi Umberto II của Ý. Sandra có một con trai và một con gái với Lequio, tuy nhiên cô con gái đã qua đời sau cú ngã từ tầng trên trong nhà của Lequio ở Torino vào năm 1971.
Con trai của Sandra và Clemente Lequio là Alesandro Lequio chuyển đến Tây Ban Nha vào năm 1991 và ban đầu làm việc cho Fiat. Kết hôn với người mẫu Ý Antonia Dell'Atte, nàng thơ của Giorgio Armani vào cuối thập niên 1980s, Alessandro Lequio nhanh chóng trở thành nhân vật được chú ý trong giới "jet set" và báo lá cải Tây Ban Nha. sau khi ly hôn với Antonia, Alesssandro Lequio bắt đầu mối quan hệ với Ana Obregón, một nữ diễn viên và người dẫn chương trình truyền hình người Tây Ban Nha.
Con trai cả của Infanta Beatriz là Marco kết hôn ba lần và có ba người con, mỗi ngưởi con là từ mỗi một cuộc hôn nhân. Con trai cả của Marco là Giovanni Torlonia là một nhà thiết kế nổi tiếng.
Con trai thứ hai của Beatriz là Marino đã qua đời vào năm 1995 vì các bệnh liên quan đến HIV.
Người con út là Olimpia kết hôn với Paul-Annick Weiller (1933–1998), con trai đầu của phi công Paul-Louis Weiller thuộc gia tộc Javal vào năm 1965. Trong số sáu người con của hai vợ chồng có Sibilla là Đại Công tử phu nhân của Luxembourg với tư cách là vợ của Đại Công tử Guillaume Marie của Luxembourg.
Infanta Beatriz vẫn hướng lòng về Tây Ban Nha và ủng hộ quyền thừa kế ngai vàng Tây Ban Nha của em trai Juan. Năm 1962, Beatriz cùng Vương thất dự lễ cưới của cháu trai Juan Carlos với Sophia của Hy Lạp ở Athens. Vết gãy xương đùi vào năm 1973 của Vương nữ không bao giờ lành hoàn toàn nên ảnh hưởng đến khả năng vận động của Vương nữ trong suốt quãng đời còn lại. Sức khỏe yếu ớt của Beatriz không cho phép Vương nữ cùng gia đình tham dự lễ lên ngôi của Quốc vương Juan Carlos I, đám cưới của Vương nữ Elena và Cristina hay các nghi lễ đưa hài cốt của cha mẹ và anh em Vương nữ về Tây Ban Nha. Tuy nhiên, Infanta Beatriz không chỉ sống lâu hơn các anh em của mình mà còn đến thăm Tây Ban Nha một lần nữa vào năm 1998 để thăm viếng Cung điện la Granja. Năm 1999, khi được phỏng vấn bởi Tạp chí ¡Hola!, Beatriz đã nói về cuộc đời của mình và khoảng thời gian Vương thất lưu vong khỏi Tây Ban Nha. Vương nữ đến thăm Tây Ban Nha lần cuối vào năm 2001 để đến với em dâu María de las Mercedes của Hai Sicilie và quay trở lại Cung điện Magdalena, gần Santander, nơi 70 năm trước Beatriz đã trải qua kỳ nghỉ hè 17 năm liên tiếp cho đến năm 1930.
Vương nữ qua đời tại nhà riêng ở Palazzo Torlonia, Roma vào ngày 22 tháng 11 năm 2002, thọ 93 tuổi 5 tháng. Beatriz là người con hợp pháp cuối cùng còn sống của Alfonso XIII và Victoria Eugenie của Battenberg cũng như là người cháu hợp pháp cuối cùng còn sống của Alfonso XII của Tây Ban Nha.

## Huân chương
- Tây Ban Nha: Người sở hữu Huân chương bậc Dame Grand Cross thứ 1.094 của Huân chương Vương thất của Vương hậu María Luisa.

## Vương huy

Vương huy của Infanta Beatriz của Tây Ban Nha
Vương huy được sử dụng trước khi kết hôn
Vương huy được sử dụng khi là Thân vương phi xứ Civitella-Cesi
Vương huy được sử dụng dưới thời Juan Carlos I của Tây Ban Nha

## Gia phả
| \| \| \| \| \| \| \| \| \| \| \| \| \| \| 16. Fernando VII của Tây Ban Nha \| \| \| \| \| \| \| \| \| \| \| \| \| \| \| \| \| \| \| \| \| \| \| \| \| \| \| \| \| \| \| \| \| \| \| \| \| \| \| \| \| \| \| \| \| \| \| \| \| \| \| \| \| \| \| \| \| \| \| \| 8. Isabel II của Tây Ban Nha \| \| \| \| \| \| \| \| \| \| \| \| \| \| \| \| \| \| \| \| \| \| \| \| \| \| \| \| \| \| \| \| \| \| \| \| \| \| \| \| \| \| \| \| \| \| \| \| \| \| \| \| \| \| \| \| \| \| \| \| \| \| \| \| \| \| \| \| \| \| \| \| 17. Maria Cristina của Hai Sicilie \| \| \| \| \| \| \| \| \| \| \| \| \| \| \| \| \| \| \| \| \| \| \| \| \| \| \| \| \| \| \| \| \| \| \| \| \| \| \| \| \| \| \| \| \| \| \| \| \| \| \| \| \| \| \| \| \| \| \| \| \| \| \| \| \| \| \| \| \| \| \| \| 4. Alfonso XII của Tây Ban Nha \| \| \| \| \| \| \| \| \| \| \| \| \| \| \| \| \| \| \| \| \| \| \| \| \| \| \| \| \| \| \| \| \| \| \| \| \| \| \| \| \| \| \| \| \| \| \| \| \| \| \| \| \| \| \| \| \| \| \| \| \| \| \| \| \| \| \| \| \| \| \| \| 18. Francisco de Paula của Tây Ban Nha \| \| \| \| \| \| \| \| \| \| \| \| \| \| \| \| \| \| \| \| \| \| \| \| \| \| \| \| \| \| \| \| \| \| \| \| \| \| \| \| \| \| \| \| \| \| \| \| \| \| \| \| \| \| \| \| \| \| \| \| \| \| \| \| \| \| \| \| \| \| \| \| 9. Francisco de Asís của Tây Ban Nha \| \| \| \| \| \| \| \| \| \| \| \| \| \| \| \| \| \| \| \| \| \| \| \| \| \| \| \| \| \| \| \| \| \| \| \| \| \| \| \| \| \| \| \| \| \| \| \| \| \| \| \| \| \| \| \| \| \| \| \| \| \| \| \| \| \| \| \| \| \| \| \| 19. Luisa Carlotta của Hai Sicilie \| \| \| \| \| \| \| \| \| \| \| \| \| \| \| \| \| \| \| \| \| \| \| \| \| \| \| \| \| \| \| \| \| \| \| \| \| \| \| \| \| \| \| \| \| \| \| \| \| \| \| \| \| \| \| \| \| \| \| \| \| \| \| \| \| \| \| \| \| \| \| \| 2. Alfonso XIII của Tây Ban Nha \| \| \| \| \| \| \| \| \| \| \| \| \| \| \| \| \| \| \| \| \| \| \| \| \| \| \| \| \| \| \| \| \| \| \| \| \| \| \| \| \| \| \| \| \| \| \| \| \| \| \| \| \| \| \| \| \| \| \| \| \| \| \| \| \| \| \| \| \| \| \| \| 20. Karl của Áo \| \| \| \| \| \| \| \| \| \| \| \| \| \| \| \| \| \| \| \| \| \| \| \| \| \| \| \| \| \| \| \| \| \| \| \| \| \| \| \| \| \| \| \| \| \| \| \| \| \| \| \| \| \| \| \| \| \| \| \| \| \| \| \| \| \| \| \| \| \| \| \| 10. Karl Ferdinand của Áo \| \| \| \| \| \| \| \| \| \| \| \| \| \| \| \| \| \| \| \| \| \| \| \| \| \| \| \| \| \| \| \| \| \| \| \| \| \| \| \| \| \| \| \| \| \| \| \| \| \| \| \| \| \| \| \| \| \| \| \| \| \| \| \| \| \| \| \| \| \| \| \| 21. Henriette Alexandrine xứ Nassau-Weilburg \| \| \| \| \| \| \| \| \| \| \| \| \| \| \| \| \| \| \| \| \| \| \| \| \| \| \| \| \| \| \| \| \| \| \| \| \| \| \| \| \| \| \| \| \| \| \| \| \| \| \| \| \| \| \| \| \| \| \| \| \| \| \| \| \| \| \| \| \| \| \| \| 5. Maria Christina Henrietta của Áo \| \| \| \| \| \| \| \| \| \| \| \| \| \| \| \| \| \| \| \| \| \| \| \| \| \| \| \| \| \| \| \| \| \| \| \| \| \| \| \| \| \| \| \| \| \| \| \| \| \| \| \| \| \| \| \| \| \| \| \| \| \| \| \| \| \| \| \| \| \| \| \| 22. Joseph của Áo \| \| \| \| \| \| \| \| \| \| \| \| \| \| \| \| \| \| \| \| \| \| \| \| \| \| \| \| \| \| \| \| \| \| \| \| \| \| \| \| \| \| \| \| \| \| \| \| \| \| \| \| \| \| \| \| \| \| \| \| \| \| \| \| \| \| \| \| \| \| \| \| 11. Elisabeth Franziska Maria của Áo \| \| \| \| \| \| \| \| \| \| \| \| \| \| \| \| \| \| \| \| \| \| \| \| \| \| \| \| \| \| \| \| \| \| \| \| \| \| \| \| \| \| \| \| \| \| \| \| \| \| \| \| \| \| \| \| \| \| \| \| \| \| \| \| \| \| \| \| \| \| \| \| 23. Maria Dorothea xứ Württemberg \| \| \| \| \| \| \| \| \| \| \| \| \| \| \| \| \| \| \| \| \| \| \| \| \| \| \| \| \| \| \| \| \| \| \| \| \| \| \| \| \| \| \| \| \| \| \| \| \| \| \| \| \| \| \| \| \| \| \| \| \| \| \| \| \| \| \| \| \| \| \| \| 1. Beatriz của Tây Ban Nha \| \| \| \| \| \| \| \| \| \| \| \| \| \| \| \| \| \| \| \| \| \| \| \| \| \| \| \| \| \| \| \| \| \| \| \| \| \| \| \| \| \| \| \| \| \| \| \| \| \| \| \| \| \| \| \| \| \| \| \| \| \| \| \| \| \| \| \| \| \| \| \| 24. Edward của Liên hiệp Anh và Hannover \| \| \| \| \| \| \| \| \| \| \| \| \| \| \| \| \| \| \| \| \| \| \| \| \| \| \| \| \| \| \| \| \| \| \| \| \| \| \| \| \| \| \| \| \| \| \| \| \| \| \| \| \| \| \| \| \| \| \| \| \| \| \| \| \| \| \| \| \| \| \| \| 12. Victoria I của Liên hiệp Anh \| \| \| \| \| \| \| \| \| \| \| \| \| \| \| \| \| \| \| \| \| \| \| \| \| \| \| \| \| \| \| \| \| \| \| \| \| \| \| \| \| \| \| \| \| \| \| \| \| \| \| \| \| \| \| \| \| \| \| \| \| \| \| \| \| \| \| \| \| \| \| \| 25. Victorie xứ Sachsen-Coburg-Saalfeld \| \| \| \| \| \| \| \| \| \| \| \| \| \| \| \| \| \| \| \| \| \| \| \| \| \| \| \| \| \| \| \| \| \| \| \| \| \| \| \| \| \| \| \| \| \| \| \| \| \| \| \| \| \| \| \| \| \| \| \| \| \| \| \| \| \| \| \| \| \| \| \| 6. Beatrice của Liên hiệp Anh \| \| \| \| \| \| \| \| \| \| \| \| \| \| \| \| \| \| \| \| \| \| \| \| \| \| \| \| \| \| \| \| \| \| \| \| \| \| \| \| \| \| \| \| \| \| \| \| \| \| \| \| \| \| \| \| \| \| \| \| \| \| \| \| \| \| \| \| \| \| \| \| 26. Ernst I xứ Sachsen-Coburg và Gotha \| \| \| \| \| \| \| \| \| \| \| \| \| \| \| \| \| \| \| \| \| \| \| \| \| \| \| \| \| \| \| \| \| \| \| \| \| \| \| \| \| \| \| \| \| \| \| \| \| \| \| \| \| \| \| \| \| \| \| \| \| \| \| \| \| \| \| \| \| \| \| \| 13. Albrecht xứ Sachsen-Coburg và Gotha \| \| \| \| \| \| \| \| \| \| \| \| \| \| \| \| \| \| \| \| \| \| \| \| \| \| \| \| \| \| \| \| \| \| \| \| \| \| \| \| \| \| \| \| \| \| \| \| \| \| \| \| \| \| \| \| \| \| \| \| \| \| \| \| \| \| \| \| \| \| \| \| 27. Luise Pauline xứ Sachsen-Gotha-Altenburg \| \| \| \| \| \| \| \| \| \| \| \| \| \| \| \| \| \| \| \| \| \| \| \| \| \| \| \| \| \| \| \| \| \| \| \| \| \| \| \| \| \| \| \| \| \| \| \| \| \| \| \| \| \| \| \| \| \| \| \| \| \| \| \| \| \| \| \| \| \| \| \| 3. Victoria Eugenie của Battenberg \| \| \| \| \| \| \| \| \| \| \| \| \| \| \| \| \| \| \| \| \| \| \| \| \| \| \| \| \| \| \| \| \| \| \| \| \| \| \| \| \| \| \| \| \| \| \| \| \| \| \| \| \| \| \| \| \| \| \| \| \| \| \| \| \| \| \| \| \| \| \| \| 28. Ludwig II xứ Hessen \| \| \| \| \| \| \| \| \| \| \| \| \| \| \| \| \| \| \| \| \| \| \| \| \| \| \| \| \| \| \| \| \| \| \| \| \| \| \| \| \| \| \| \| \| \| \| \| \| \| \| \| \| \| \| \| \| \| \| \| \| \| \| \| \| \| \| \| \| \| \| \| 14. Alexander xứ Hessen và Rhein \| \| \| \| \| \| \| \| \| \| \| \| \| \| \| \| \| \| \| \| \| \| \| \| \| \| \| \| \| \| \| \| \| \| \| \| \| \| \| \| \| \| \| \| \| \| \| \| \| \| \| \| \| \| \| \| \| \| \| \| \| \| \| \| \| \| \| \| \| \| \| \| 29. Wilhelmine xứ Baden \| \| \| \| \| \| \| \| \| \| \| \| \| \| \| \| \| \| \| \| \| \| \| \| \| \| \| \| \| \| \| \| \| \| \| \| \| \| \| \| \| \| \| \| \| \| \| \| \| \| \| \| \| \| \| \| \| \| \| \| \| \| \| \| \| \| \| \| \| \| \| \| 7. Heinrich xứ Battenberg \| \| \| \| \| \| \| \| \| \| \| \| \| \| \| \| \| \| \| \| \| \| \| \| \| \| \| \| \| \| \| \| \| \| \| \| \| \| \| \| \| \| \| \| \| \| \| \| \| \| \| \| \| \| \| \| \| \| \| \| \| \| \| \| \| \| \| \| \| \| \| \| 30. Johann Moritz Hauke \| \| \| \| \| \| \| \| \| \| \| \| \| \| \| \| \| \| \| \| \| \| \| \| \| \| \| \| \| \| \| \| \| \| \| \| \| \| \| \| \| \| \| \| \| \| \| \| \| \| \| \| \| \| \| \| \| \| \| \| \| \| \| \| \| \| \| \| \| \| \| \| 15. Julia xứ Battenberg \| \| \| \| \| \| \| \| \| \| \| \| \| \| \| \| \| \| \| \| \| \| \| \| \| \| \| \| \| \| \| \| \| \| \| \| \| \| \| \| \| \| \| \| \| \| \| \| \| \| \| \| \| \| \| \| \| \| \| \| \| \| \| \| \| \| \| \| \| \| \| \| 31. Sophie Lafontaine \| \| \| \| \| \| \| \| \| \| \| \| \| \| \| \| \| \| \| \| \| \| \| \| \| \| \| \| \| \| \| \| \| \| \| \| \| \| \| \| \| \| \| \| \| \| \| \| \| \| \| \| |                                              |  |  |  |  |  |  |  |  |  |  |  |                                  |  |  |  |
| |                                              |  |  |  |  |  |  |  |  |  |  |  | 16. Fernando VII của Tây Ban Nha |  |  |  |
| |                                              |  |  |  |  |  |  |  |  |  |  |  |                                  |  |  |  |
| |                                              |  |  |  |  |  |  |  |  |  |  |  |                                  |  |  |  |
| |                                              |  |  |  |  |  |  |  |  |  |  |  |                                  |  |  |  |
| | 8. Isabel II của Tây Ban Nha                 |  |  |  |  |  |  |  |  |  |  |  |                                  |  |  |  |
| |                                              |  |  |  |  |  |  |  |  |  |  |  |                                  |  |  |  |
| |                                              |  |  |  |  |  |  |  |  |  |  |  |                                  |  |  |  |
| |                                              |  |  |  |  |  |  |  |  |  |  |  |                                  |  |  |  |
| | 17. Maria Cristina của Hai Sicilie           |  |  |  |  |  |  |  |  |  |  |  |                                  |  |  |  |
| |                                              |  |  |  |  |  |  |  |  |  |  |  |                                  |  |  |  |
| |                                              |  |  |  |  |  |  |  |  |  |  |  |                                  |  |  |  |
| |                                              |  |  |  |  |  |  |  |  |  |  |  |                                  |  |  |  |
| | 4. Alfonso XII của Tây Ban Nha               |  |  |  |  |  |  |  |  |  |  |  |                                  |  |  |  |
| |                                              |  |  |  |  |  |  |  |  |  |  |  |                                  |  |  |  |
| |                                              |  |  |  |  |  |  |  |  |  |  |  |                                  |  |  |  |
| |                                              |  |  |  |  |  |  |  |  |  |  |  |                                  |  |  |  |
| | 18. Francisco de Paula của Tây Ban Nha       |  |  |  |  |  |  |  |  |  |  |  |                                  |  |  |  |
| |                                              |  |  |  |  |  |  |  |  |  |  |  |                                  |  |  |  |
| |                                              |  |  |  |  |  |  |  |  |  |  |  |                                  |  |  |  |
| |                                              |  |  |  |  |  |  |  |  |  |  |  |                                  |  |  |  |
| | 9. Francisco de Asís của Tây Ban Nha         |  |  |  |  |  |  |  |  |  |  |  |                                  |  |  |  |
| |                                              |  |  |  |  |  |  |  |  |  |  |  |                                  |  |  |  |
| |                                              |  |  |  |  |  |  |  |  |  |  |  |                                  |  |  |  |
| |                                              |  |  |  |  |  |  |  |  |  |  |  |                                  |  |  |  |
| | 19. Luisa Carlotta của Hai Sicilie           |  |  |  |  |  |  |  |  |  |  |  |                                  |  |  |  |
| |                                              |  |  |  |  |  |  |  |  |  |  |  |                                  |  |  |  |
| |                                              |  |  |  |  |  |  |  |  |  |  |  |                                  |  |  |  |
| |                                              |  |  |  |  |  |  |  |  |  |  |  |                                  |  |  |  |
| | 2. Alfonso XIII của Tây Ban Nha              |  |  |  |  |  |  |  |  |  |  |  |                                  |  |  |  |
| |                                              |  |  |  |  |  |  |  |  |  |  |  |                                  |  |  |  |
| |                                              |  |  |  |  |  |  |  |  |  |  |  |                                  |  |  |  |
| |                                              |  |  |  |  |  |  |  |  |  |  |  |                                  |  |  |  |
| | 20. Karl của Áo                              |  |  |  |  |  |  |  |  |  |  |  |                                  |  |  |  |
| |                                              |  |  |  |  |  |  |  |  |  |  |  |                                  |  |  |  |
| |                                              |  |  |  |  |  |  |  |  |  |  |  |                                  |  |  |  |
| |                                              |  |  |  |  |  |  |  |  |  |  |  |                                  |  |  |  |
| | 10. Karl Ferdinand của Áo                    |  |  |  |  |  |  |  |  |  |  |  |                                  |  |  |  |
| |                                              |  |  |  |  |  |  |  |  |  |  |  |                                  |  |  |  |
| |                                              |  |  |  |  |  |  |  |  |  |  |  |                                  |  |  |  |
| |                                              |  |  |  |  |  |  |  |  |  |  |  |                                  |  |  |  |
| | 21. Henriette Alexandrine xứ Nassau-Weilburg |  |  |  |  |  |  |  |  |  |  |  |                                  |  |  |  |
| |                                              |  |  |  |  |  |  |  |  |  |  |  |                                  |  |  |  |
| |                                              |  |  |  |  |  |  |  |  |  |  |  |                                  |  |  |  |
| |                                              |  |  |  |  |  |  |  |  |  |  |  |                                  |  |  |  |
| | 5. Maria Christina Henrietta của Áo          |  |  |  |  |  |  |  |  |  |  |  |                                  |  |  |  |
| |                                              |  |  |  |  |  |  |  |  |  |  |  |                                  |  |  |  |
| |                                              |  |  |  |  |  |  |  |  |  |  |  |                                  |  |  |  |
| |                                              |  |  |  |  |  |  |  |  |  |  |  |                                  |  |  |  |
| | 22. Joseph của Áo                            |  |  |  |  |  |  |  |  |  |  |  |                                  |  |  |  |
| |                                              |  |  |  |  |  |  |  |  |  |  |  |                                  |  |  |  |
| |                                              |  |  |  |  |  |  |  |  |  |  |  |                                  |  |  |  |
| |                                              |  |  |  |  |  |  |  |  |  |  |  |                                  |  |  |  |
| | 11. Elisabeth Franziska Maria của Áo         |  |  |  |  |  |  |  |  |  |  |  |                                  |  |  |  |
| |                                              |  |  |  |  |  |  |  |  |  |  |  |                                  |  |  |  |
| |                                              |  |  |  |  |  |  |  |  |  |  |  |                                  |  |  |  |
| |                                              |  |  |  |  |  |  |  |  |  |  |  |                                  |  |  |  |
| | 23. Maria Dorothea xứ Württemberg            |  |  |  |  |  |  |  |  |  |  |  |                                  |  |  |  |
| |                                              |  |  |  |  |  |  |  |  |  |  |  |                                  |  |  |  |
| |                                              |  |  |  |  |  |  |  |  |  |  |  |                                  |  |  |  |
| |                                              |  |  |  |  |  |  |  |  |  |  |  |                                  |  |  |  |
| | 1. Beatriz của Tây Ban Nha                   |  |  |  |  |  |  |  |  |  |  |  |                                  |  |  |  |
| |                                              |  |  |  |  |  |  |  |  |  |  |  |                                  |  |  |  |
| |                                              |  |  |  |  |  |  |  |  |  |  |  |                                  |  |  |  |
| |                                              |  |  |  |  |  |  |  |  |  |  |  |                                  |  |  |  |
| | 24. Edward của Liên hiệp Anh và Hannover     |  |  |  |  |  |  |  |  |  |  |  |                                  |  |  |  |
| |                                              |  |  |  |  |  |  |  |  |  |  |  |                                  |  |  |  |
| |                                              |  |  |  |  |  |  |  |  |  |  |  |                                  |  |  |  |
| |                                              |  |  |  |  |  |  |  |  |  |  |  |                                  |  |  |  |
| | 12. Victoria I của Liên hiệp Anh             |  |  |  |  |  |  |  |  |  |  |  |                                  |  |  |  |
| |                                              |  |  |  |  |  |  |  |  |  |  |  |                                  |  |  |  |
| |                                              |  |  |  |  |  |  |  |  |  |  |  |                                  |  |  |  |
| |                                              |  |  |  |  |  |  |  |  |  |  |  |                                  |  |  |  |
| | 25. Victorie xứ Sachsen-Coburg-Saalfeld      |  |  |  |  |  |  |  |  |  |  |  |                                  |  |  |  |
| |                                              |  |  |  |  |  |  |  |  |  |  |  |                                  |  |  |  |
| |                                              |  |  |  |  |  |  |  |  |  |  |  |                                  |  |  |  |
| |                                              |  |  |  |  |  |  |  |  |  |  |  |                                  |  |  |  |
| | 6. Beatrice của Liên hiệp Anh                |  |  |  |  |  |  |  |  |  |  |  |                                  |  |  |  |
| |                                              |  |  |  |  |  |  |  |  |  |  |  |                                  |  |  |  |
| |                                              |  |  |  |  |  |  |  |  |  |  |  |                                  |  |  |  |
| |                                              |  |  |  |  |  |  |  |  |  |  |  |                                  |  |  |  |
| | 26. Ernst I xứ Sachsen-Coburg và Gotha       |  |  |  |  |  |  |  |  |  |  |  |                                  |  |  |  |
| |                                              |  |  |  |  |  |  |  |  |  |  |  |                                  |  |  |  |
| |                                              |  |  |  |  |  |  |  |  |  |  |  |                                  |  |  |  |
| |                                              |  |  |  |  |  |  |  |  |  |  |  |                                  |  |  |  |
| | 13. Albrecht xứ Sachsen-Coburg và Gotha      |  |  |  |  |  |  |  |  |  |  |  |                                  |  |  |  |
| |                                              |  |  |  |  |  |  |  |  |  |  |  |                                  |  |  |  |
| |                                              |  |  |  |  |  |  |  |  |  |  |  |                                  |  |  |  |
| |                                              |  |  |  |  |  |  |  |  |  |  |  |                                  |  |  |  |
| | 27. Luise Pauline xứ Sachsen-Gotha-Altenburg |  |  |  |  |  |  |  |  |  |  |  |                                  |  |  |  |
| |                                              |  |  |  |  |  |  |  |  |  |  |  |                                  |  |  |  |
| |                                              |  |  |  |  |  |  |  |  |  |  |  |                                  |  |  |  |
| |                                              |  |  |  |  |  |  |  |  |  |  |  |                                  |  |  |  |
| | 3. Victoria Eugenie của Battenberg           |  |  |  |  |  |  |  |  |  |  |  |                                  |  |  |  |
| |                                              |  |  |  |  |  |  |  |  |  |  |  |                                  |  |  |  |
| |                                              |  |  |  |  |  |  |  |  |  |  |  |                                  |  |  |  |
| |                                              |  |  |  |  |  |  |  |  |  |  |  |                                  |  |  |  |
| | 28. Ludwig II xứ Hessen                      |  |  |  |  |  |  |  |  |  |  |  |                                  |  |  |  |
| |                                              |  |  |  |  |  |  |  |  |  |  |  |                                  |  |  |  |
| |                                              |  |  |  |  |  |  |  |  |  |  |  |                                  |  |  |  |
| |                                              |  |  |  |  |  |  |  |  |  |  |  |                                  |  |  |  |
| | 14. Alexander xứ Hessen và Rhein             |  |  |  |  |  |  |  |  |  |  |  |                                  |  |  |  |
| |                                              |  |  |  |  |  |  |  |  |  |  |  |                                  |  |  |  |
| |                                              |  |  |  |  |  |  |  |  |  |  |  |                                  |  |  |  |
| |                                              |  |  |  |  |  |  |  |  |  |  |  |                                  |  |  |  |
| | 29. Wilhelmine xứ Baden                      |  |  |  |  |  |  |  |  |  |  |  |                                  |  |  |  |
| |                                              |  |  |  |  |  |  |  |  |  |  |  |                                  |  |  |  |
| |                                              |  |  |  |  |  |  |  |  |  |  |  |                                  |  |  |  |
| |                                              |  |  |  |  |  |  |  |  |  |  |  |                                  |  |  |  |
| | 7. Heinrich xứ Battenberg                    |  |  |  |  |  |  |  |  |  |  |  |                                  |  |  |  |
| |                                              |  |  |  |  |  |  |  |  |  |  |  |                                  |  |  |  |
| |                                              |  |  |  |  |  |  |  |  |  |  |  |                                  |  |  |  |
| |                                              |  |  |  |  |  |  |  |  |  |  |  |                                  |  |  |  |
| | 30. Johann Moritz Hauke                      |  |  |  |  |  |  |  |  |  |  |  |                                  |  |  |  |
| |                                              |  |  |  |  |  |  |  |  |  |  |  |                                  |  |  |  |
| |                                              |  |  |  |  |  |  |  |  |  |  |  |                                  |  |  |  |
| |                                              |  |  |  |  |  |  |  |  |  |  |  |                                  |  |  |  |
| | 15. Julia xứ Battenberg                      |  |  |  |  |  |  |  |  |  |  |  |                                  |  |  |  |
| |                                              |  |  |  |  |  |  |  |  |  |  |  |                                  |  |  |  |
| |                                              |  |  |  |  |  |  |  |  |  |  |  |                                  |  |  |  |
| |                                              |  |  |  |  |  |  |  |  |  |  |  |                                  |  |  |  |
| | 31. Sophie Lafontaine                        |  |  |  |  |  |  |  |  |  |  |  |                                  |  |  |  |
| |                                              |  |  |  |  |  |  |  |  |  |  |  |                                  |  |  |  |
| |                                              |  |  |  |  |  |  |  |  |  |  |  |                                  |  |  |  |